# Cam Lộc
Cam Lộc là một phường cũ thuộc thành phố Cam Ranh, tỉnh Khánh Hòa, Việt Nam.
Phường Cam Lộc có diện tích 4,03 km², dân số năm 2000 là 7.500 người, mật độ dân số đạt 1.861 người/km².